# 낙동강 방어선의 병참

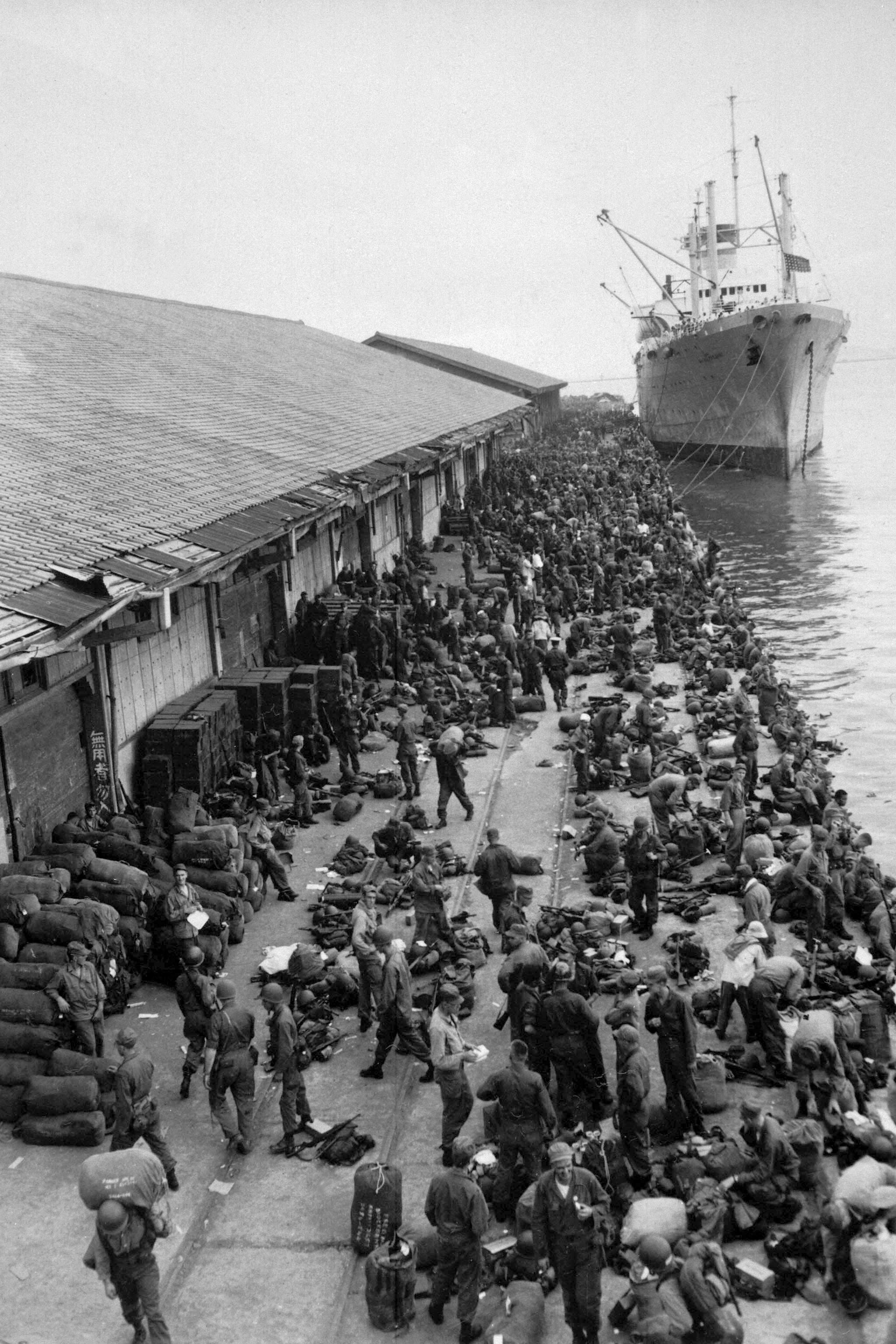
유엔군이 한국에서 물자를 하역하고 있다

6.25 전쟁 중 낙동강 방어선 전투(1950년 8월 4일 – 9월 15일)에서 군수는 결정적인 역할을 했다. 효율적인 군수는 인력과 물자의 관리를 통해 유엔 보급선을 지원했으며, 북한의 보급로는 꾸준히 감소하고 차단되었다. 유엔의 군수는 인천 상륙 작전과 부산에서 북한군을 격파하는 동안 향상되었다.
주로 대한민국, 미국, 영국 병력으로 구성된 유엔군은 전투 중 압도적인 공군 및 해군 우위를 누렸다. 유엔은 인근 일본의 대규모 물자 비축량에서 보급품을 효율적으로 조달하고 운송했다.
이와 대조적으로 북한의 군수는 유엔의 차단 작전으로 인해 북한에서 전장으로의 보급 흐름이 방해받았다. 전투 중 소련과 중국의 군수 지원을 받았음에도 불구하고, 북한은 보급고에서 전선으로 물자를 운송하는 데 종종 어려움을 겪었으며, 이는 몇몇 중요한 교전에서 북한군이 지원을 받지 못하게 만들었다.

## 배경

### 전쟁 발발
1950년 6월 25일 밤, 조선인민군 10개 사단은 남쪽의 이웃 나라인 대한민국을 전면 침공했다. 89,000명의 병력은 6개 종대로 진격하여 대한민국 육군을 기습하여 완전한 패주를 초래했다. 더 작은 남한군은 조직과 장비의 광범위한 부족에 시달렸고, 전쟁에 대비하지 못했다. 수적으로 우세한 북한군은 진격하기 전에 전선의 38,000명 남한 군인들의 고립된 저항을 파괴하며 꾸준히 남쪽으로 이동하기 시작했다. 남한군의 대부분은 침공에 직면하여 후퇴했다. 6월 28일까지 북한군은 남한의 수도인 서울을 점령했고, 정부와 파괴된 군대는 더 남쪽으로 후퇴할 수밖에 없었다.
남한의 완전한 붕괴를 막기 위해 유엔 안전 보장 이사회는 군사력 파견을 결정했다. 미국 제7함대는 플릿캐리어 USS 밸리포지 (CV-45)가 이끄는 태스크 포스 77을 파견했다. 영국 극동함대도 HMS 트라이엄프를 포함한 여러 함선을 파견하여 공중 및 해군 지원을 제공했다. 해군이 북한을 봉쇄하고 항공기를 발진시켜 북한군의 진격을 지연시켰지만, 이러한 노력만으로는 남진하는 북한군의 강력한 진격을 막을 수 없었다. 공중 지원을 보완하기 위해 해리 S. 트루먼 미국 대통령은 지상군을 한국에 파견하라고 명령했다. 미국 제8군의 미국 제24보병사단은 일본에 주둔하고 있어 상황에 대응할 수 있었지만, 제2차 세계 대전 종료 후 군비 지출 삭감으로 인해 극동 지역 미군의 전체적인 전력이 제한적이었고, 사단 자체도 병력이 부족하고 구식 장비를 운용하고 있었다. 그럼에도 불구하고 사단은 한국으로 파견 명령을 받았다.
제24보병사단은 유엔 증원군이 도착할 시간을 벌기 위해 훨씬 더 큰 북한군 부대의 진격을 지연시키면서 남한군과 함께 북한의 초기 "충격"을 흡수하는 임무를 띠고 한국에 파견된 최초의 미군 부대였다. 그 결과, 사단은 미국 제7보병사단, 미국 제25보병사단, 미국 제1기병사단 및 기타 제8군 지원 부대가 배치될 때까지 몇 주 동안 혼자 북한군을 지연시키려 했다. 7월 5일, 미군과 북한군 간의 첫 전투인 오산 전투에서 제24보병사단의 선발대는 크게 패배했다. 다음 한 달 동안 제24보병사단은 더 강력하고 중무장한 북한군에 의해 반복적으로 패배하고 남쪽으로 밀려났다. 이 기간 동안 전의-조치원 전투, 천안 전투, 평택 전투 주변에서 치열한 전투가 벌어졌고, 제24보병사단은 대전 전투에서 최후의 저항을 했다. 전투에서 거의 완전히 파괴되었음에도 불구하고 미군은 북한군의 진격을 7월 20일까지 지연시킬 수 있었고, 그 무렵 부산 방어선이 구축되었다. 유엔군 부대가 매일 도착하면서 제8군은 해당 지역을 공격하는 북한군과 거의 동등한 전투 병력을 구축할 수 있었다.

### 북한군의 진격
대전이 함락되자 북한군은 부산 방어선을 사방에서 포위하려는 노력을 시작했다. 조선인민군 제4사단과 조선인민군 제6사단은 유엔의 좌익을 겨냥한 광범위하고 협동적인 기동으로 남쪽으로 진격했다. 유엔 진지를 향해 진격하면서 그들은 미군과 남한군을 반복적으로 후퇴시켰다. 꾸준히 밀려났지만, 남한군은 북한군 부대를 최대한 지연시키기 위해 더 남쪽에서 저항을 강화했다. 북한과 남한 부대는 여러 도시의 통제권을 놓고 다투며 서로에게 큰 사상자를 냈다. 대한민국 육군은 영덕을 맹렬히 방어하다가 후퇴할 수밖에 없었다. 그들은 또한 안동 전투에서도 좋은 성과를 거두어 북한군의 진격을 성공적으로 격퇴했다.
서쪽에서는 미군이 반복적으로 밀려나다가 마침내 북한군의 진격을 저지했다. 7월 27일 하동에서 새로 도착한 제29보병연대 제3대대 병력이 북한군의 협동 기습 공격으로 전멸하여 부산 지역으로 가는 통로가 열렸다. 직후 서쪽의 진주가 함락되어 제19보병연대가 밀려나고 부산으로 가는 길이 북한군에게 열렸다. 이후 미군은 8월 2일 노치 전투에서 북한군을 격파하고 측면에서 밀어낼 수 있었다. 손실이 계속 증가하자 서측면의 북한군은 며칠 동안 후퇴하여 재무장하고 증원군을 받았다. 이는 양측에게 부산 방어선 공격을 준비할 수 있는 며칠간의 휴식을 제공했다.

## 유엔 군수

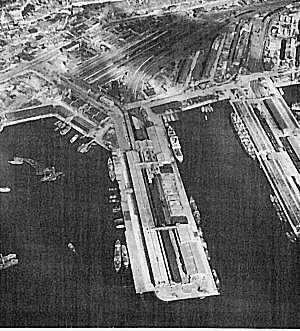
1950년 유엔 보급품의 대부분이 처리되었던 부산 항구.

7월 1일, 미국 극동사령부는 미국 제8군에게 한국 내 유엔사령부 (UNC)의 모든 군수 지원을 책임지도록 지시했다. 여기에는 한국에서 작전 중인 국군, 미국 육군, 영국 육군 병력이 포함되었다. 또한 호주, 캐나다, 뉴질랜드, 네덜란드 함선들도 이 노력에 기여하고 있었다. 제8군이 한국에서 작전을 개시했을 때, 이 군수 기능은 일본 요코하마에 남아 있던 제8군 후방 부대가 맡았다. 한국에서의 전투와 그곳에서 싸우는 모든 부대에 대한 군수 지원이라는 제8군의 이중 역할은 한국에 있는 군대의 일부를 주한미8군으로 지정하게 했다. 이 상황은 8월 25일까지 지속되었다. 그 날 월터 L. 와이불 미국 육군 소장이 지휘하는 일본 군수 사령부를 극동사령부가 창설했다. 이는 이전에 제8군 후방 부대가 맡았던 군수 임무를 인계받았다. 또한 피난민과 포로의 이동 책임도 맡았다.
미군과 남한군을 지원하는 데 필요한 보급품은 미국과 일본을 통해 조달되었다. 일본 내 비축품에서 얻을 수 있거나 일본 제조업체에서 조달할 수 있는 모든 물자는 그곳에서 조달되었다. 1950년 7월 초, 일본 제조업체들은 대전차 지뢰를 만들기 시작했으며 7월 18일에는 3,000개가 부산에 배로 도착했다. 전쟁 발발 전부터 시행되던 극동사령부의 "재활용" 계획 덕분에 전쟁 초기 몇 달 동안 미군이 한국에서 사용할 수 있는 장비와 군수품이 많이 확보되었다. 이 계획은 제2차 세계 대전 당시 미 태평양 도서 전초 기지에서 군수품을 회수하여 일본에서 수리 또는 재건하는 것을 요구했다. 이 계획은 1948년 병기 장교인 어반 니블로 미국 육군 준장이 구상하고 시작했다. 1950년 7월과 8월 동안 매달 평균 4,000대의 자동차가 병기 수리 공장을 통과했으며, 한국 전쟁 발발 후 1년 동안 46,000대 이상의 자동차가 일본에서 수리 또는 재건되었다.

### 도전
국군의 재무장은 7월 유엔군에게 큰 병참 문제를 안겨주었다. 이러한 요구 사항의 일부를 충족하기 위해 미군은 8월에 일본 제조업체들과 국군을 위한 차량 68,000대, 주로 화물 및 덤프 트럭을 생산하기로 계약했으며, 첫 배송은 9월에 이루어졌다. 그러나 유엔군이 직면한 가장 큰 문제는 탄약 부족이었다. 전쟁 발발 당시부터 부산 방어선 교전까지, 유엔사령부 병력은 주로 제2차 세계 대전 잉여 탄약에 의존해야 했다. 이 중 상당수는 오작동하거나 더 이상 작동하지 않았으며, 심지어 어떤 경우에는 최대 60%가 작동하지 않았다. 그 결과, 특히 승무원 조작 화기용 탄약은 자주 부족했다. 처음부터 고폭 대전차(HEAT) 탄약은 특히 부족했지만, 동아시아 사령부의 "재건 작전"의 일환으로 미국 및 일본 제조업체들이 전시 요구 사항을 충족하기 위해 생산을 늘리면서 이러한 상황은 바뀌었다. 1950년 8월까지 이 작전은 거대한 규모를 띠게 되었고, 1950년 말 이전에 일본의 8개 공장에서 19,908명의 인력을 고용하도록 확장되었다. 이러한 노력을 통해 유엔사령부의 군수 상황은 시간이 지남에 따라 개선되었지만, 전쟁의 대부분 기간 동안 탄약은 여전히 부족했다.
유엔 병참 시스템에 부담을 준 또 다른 문제는 이전에 작성된 재보급 계획의 부족이었다. 다양한 부대 간에 소비율이 달랐고, 조정 부족으로 인해 일부 유엔 부대는 다른 부대가 실제로 필요한 것보다 더 많은 물자를 요청할 때 보급품 부족에 직면했다. 이러한 상황을 해결하기 위해 유엔 군수 담당자들은 필요에 따라 서둘러 계획을 세워야 했다.
사용 가능한 장갑 부족 또한 유엔사령부의 심각한 문제였다. 수요를 충족시키기 위해 다양한 구형 장갑 플랫폼이 급히 재건 및 개조되어 부산 방어선으로 이동되었다. 제2차 세계 대전의 M4 셔먼 중형전차 (가장 진보된 모델인 M4A3E8(76)W HVSS 셔먼 선호)는 비축 물자에서 인출되어 한국에서 사용하도록 재건되었다. M15A1 하프트랙 또한 한국에서 사용하도록 재건 및 개조되었다. 초기 교전에서 M24 채피 경전차는 가장 쉽게 구할 수 있고 전투 준비가 되어 있어 미군이 사용한 주요 장갑차량이었지만, 더 무거운 북한군 장갑에 대해서는 성능이 좋지 않았다. 이 모든 무기들은 제2차 세계 대전에서 사용되었으며 상태가 좋지 않은 것으로 간주되었다. 북한군의 T-34 전차 출현으로 미군은 더 무겁고 강력한 전차를 대량으로 전장에 투입할 수밖에 없었다. 8월 동안 약 69대의 전차를 보유한 6개 전차 대대가 부산에 도착했다. 월말까지 500대 이상의 유엔 전차가 그곳에 집결했다. 대부분은 M4A3E8 셔먼과 더 큰 M26 퍼싱 중전차였지만, 소수의 새로운 M46 패튼 전차도 방어선 내로 이동되었다.
7월 9일, 미국 제2보병사단은 여러 기갑 및 대공포 부대와 함께 극동으로 이동하라는 명령을 받았다. 다음 날 맥아더는 2사단의 출국을 지연시키지 않고 가능한 한 완전한 전시 병력으로 만들 것을 요청했다. 그는 또한 이미 극동에 있는 4개 보병사단을 완전한 전시 병력으로 만드는 데 필요한 부대들의 필요성을 다시 한번 강조했다. 그는 이를 각 사단당 4개의 중전차 대대, 12개의 중전차 중대, 11개의 보병 대대, 11개의 야전 포병 대대, 그리고 4개의 대공 자동 화기 대대로 자세히 설명했다. 8월 7일까지 미국 제9보병연대는 한국에서 작전 중이었고, 낙동강 돌출부 지역으로 파견되었다. 그러나 나머지 2보병사단이 한국에 도착하는 것은 월말이 될 것이었다.
제2차 세계 대전 이후, 육군은 유럽 전구에서의 경험을 바탕으로 야전이동외과병원 (MASH) 개념을 개발했다. 미 육군은 사상자 생존율을 높이기 위해 가능한 한 전투에 가까이 배치할 수 있는 고도로 이동 가능한 병원 부대를 찾았다. 이 60병상, 124인 부대는 부상자 치료를 위한 이동 병원으로 작동할 것이었다. 한국 전쟁 발발 당시 모든 MASH 부대는 인력이 부족했고 한국의 험준한 지형은 쉬운 수송을 방해하여 MASH 부대가 부산 방어선 전투에서 작전하기 매우 어렵게 만들었다. 8055 MASH는 한국에 도착한 최초의 부대로, 7월 9일 24보병사단에 배속되었다. 8063과 8067이라는 두 개의 병원이 부산 방어선 전투에서 유엔군에 합류할 것이었다. MASH 부대는 수송 부족으로 인해 일상적으로 환자로 넘쳐났으며, 종종 하루에 150명에서 200명, 때로는 400명까지 받았다. 이 부대들은 수송하기에는 너무 위급한 병사들을 수술했다. 이동할 수 있거나 MASH에서 치료할 수 없는 환자들은 부상 정도에 따라 항공이나 해상을 통해 일본의 미 육군 병원으로 이송되었다.

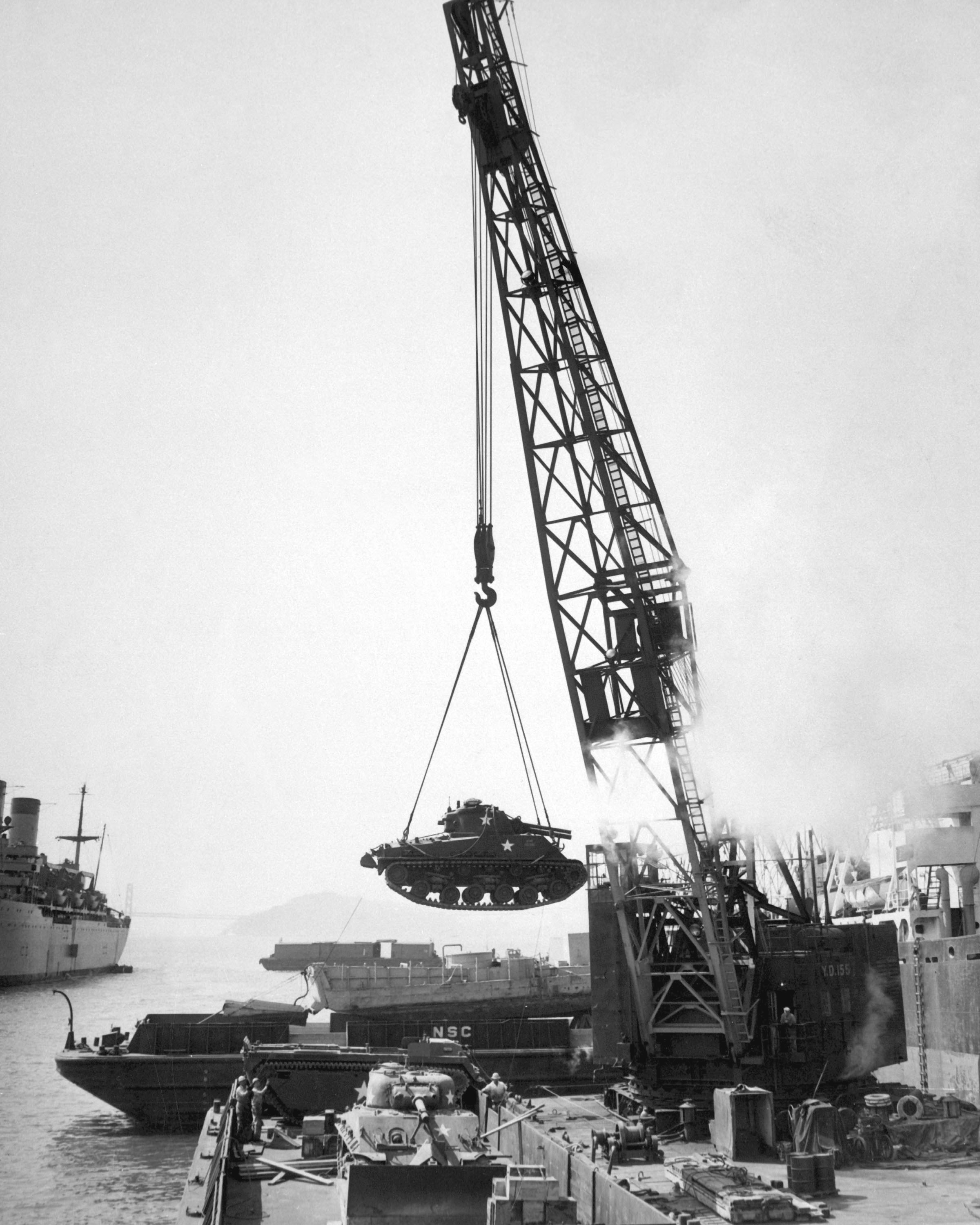
1950년, 캘리포니아 항구에서 M4 셔먼 전차가 배에 실려 부산으로 이동하고 있다.

한국에 주둔한 유엔군의 식량 공급은 전쟁 초기에 유엔이 직면한 다른 병참 문제 중 하나였다. 한국에는 C 레이션이 없었고, 전쟁 발발 시 일본에도 소량의 예비 비축량만 있었다. 미 육군 병참감은 즉시 모든 사용 가능한 C 레이션과 5-in-1 B 레이션을 미국에서 극동으로 이동시키기 시작했다. 야전 식량은 처음에는 주로 영양가와 맛이 떨어지는 제2차 세계 대전의 K 레이션이었다. 유엔은 전쟁의 이 단계에서 대부분의 제2차 세계 대전 시대 물품에 의존해야 했다. 국군 병력의 보급품 조달도 똑같이 중요하고 어려운 문제였다. 국군 병사들에게 정기적으로 지급되는 식량은 쌀 또는 보리와 생선이었다. 이는 약 29 온스 (820 g)의 쌀 또는 보리, 0.5파운드의 비스킷, 그리고 향신료를 넣은 0.5파운드의 통조림 생선으로 구성되었다. 종종 공 모양으로 만들어 양배추 잎에 싸인 밥은 전선의 전투 병사들에게 도착했을 때 시큼했고, 종종 전혀 도착하지 않았다. 때때로 하루 1인당 200원 (미화 0.05달러) 기준으로 현지에서 식량을 구매하여 지급되는 식량을 보충했다. 3가지 메뉴, 즉 매일 식사별 메뉴로 구성된 개선된 국군 식량은 1950년 9월에 준비되었다. 이는 3,210 칼로리를 제공했고, 무게는 2.3 파운드 (1.0 kg)였으며, 쌀 전분, 비스킷, 떡, 완두콩, 다시마, 생선, 껌, 그리고 양념으로 구성되었고, 방수 가방에 포장되었다. 약간의 변경으로 이 식량은 국군 병사들에게 수용 가능한 것으로 판명되었고 신속하게 생산에 들어갔다. 이는 전쟁 첫 해 동안 그들에게 표준 식량이 되었다.

### 항공 보급
긴급히 필요한 물품의 미국에서 극동으로의 긴급 공수 작전이 거의 즉시 시작되었다. 군용항공수송근무대 (MATS), 태평양 지부는 전쟁 발발 후 급속히 확장되었다. 태평양 공수 작전은 민간 항공기 전세로 더욱 확장되었다. 캐나다 정부는 유엔에 수송기 6대로 구성된 캐나다 왕립 공군 비행대대를 대여했고, 벨기에 정부는 여러 대의 더글러스 DC-4를 추가로 제공했다. 전체적으로 1950년 6월 25일 이전에 태평양을 가로질러 운항하던 약 60대의 4발 수송기는 빠르게 약 250대로 늘어났다. 이 외에도 미국과 하와이주를 오가는 MATS C-74 글로벌마스터와 C-97 스트라토프레이터 항공기가 있었다.

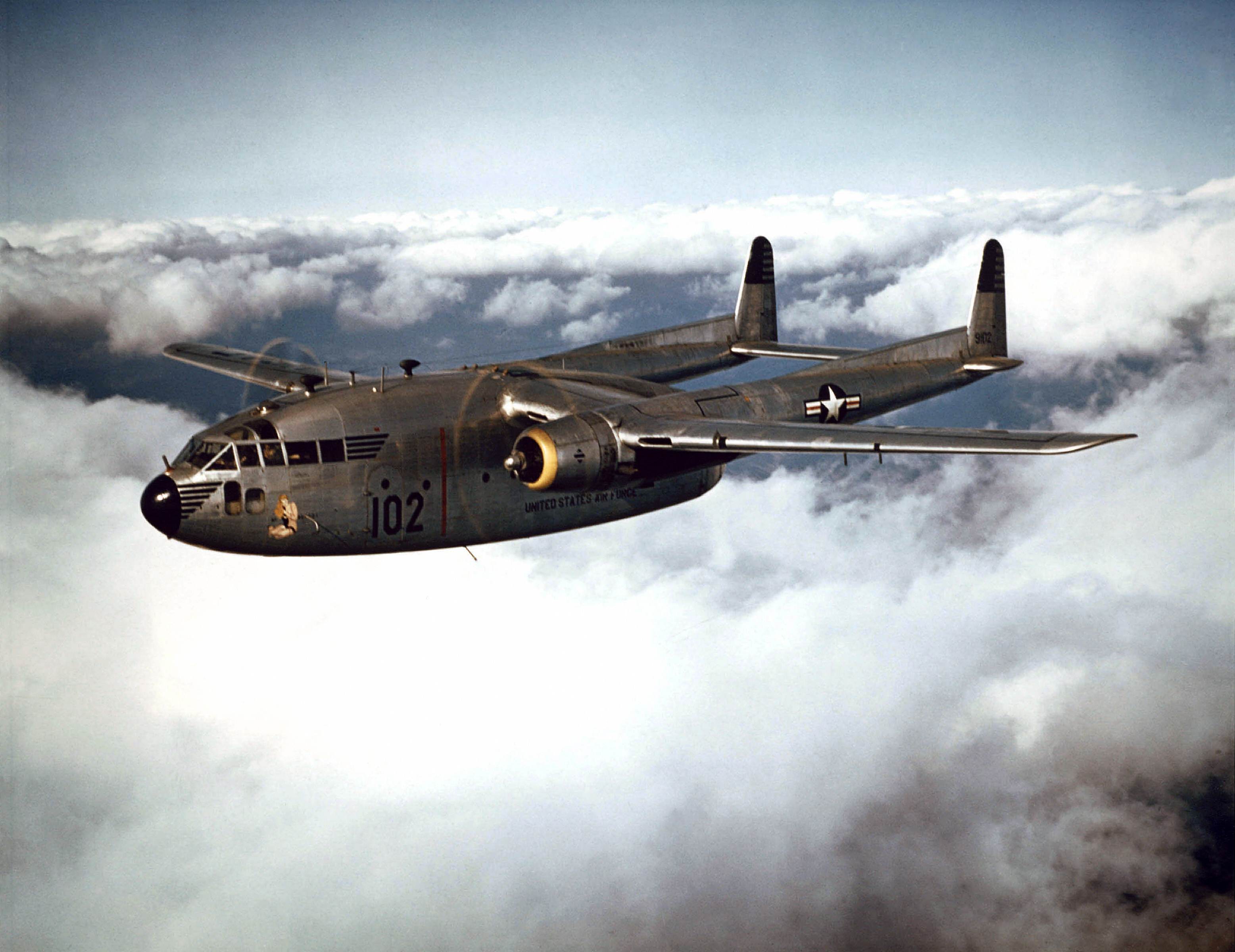
C-119 플라잉 박스카는 부산 방어선으로 물자와 병력을 공수하는 데 광범위하게 사용된 미국 항공기였다.

한국으로 가는 태평양 공수 작전은 미국에서 세 가지 경로로 운항되었다. 조종사들 사이에서는 흔히 "대원(大圓)"이라고 불렸다. 한 경로는 터코마의 맥코드 공군기지를 출발하여 앵커리지, 알래스카주와 알류샨 열도의 셰미야 섬을 거쳐 도쿄에 도착했다. 이 경로는 5,688 마일 (9,154 km)의 거리였고, 비행 시간은 30~33시간이었다. 두 번째 경로는 중태평양 경로였다. 이 경로는 샌프란시스코 근처 트래비스 공군기지를 출발하여 호놀룰루와 웨이크섬을 거쳐 도쿄에 도착했다. 이 경로는 6,718 마일 (10,812 km)였고, 완료하는 데 34시간이 걸렸다. 세 번째 경로는 캘리포니아에서 호놀룰루, 존스턴 환초, 콰잘레인 환초, 괌을 거쳐 도쿄로 가는 경로였다. 약 8,000 마일 (13,000 km)의 거리였고, 비행 시간은 40시간이었다. 공수 작전은 1950년 7월 하루 약 106 tonne (104 롱톤; 117 쇼트톤)의 물자를 운송했다. 일본에서 한국으로의 대부분의 항공 운송은 아시야정 또는 인근의 보조 비행장인 이타즈케 비행장과 브래디 비행장에서 이루어졌다.
전쟁 초기 전투 및 재보급 작전 중 항공 휘발유의 소비량이 너무 많아 극동 지역의 매우 제한된 보급량을 소진시켰고, 이는 유엔 계획관들이 직면한 가장 심각한 병참 문제 중 하나가 되었다. 해상 유조선은 소비 속도를 거의 따라잡지 못했다. 상황이 유엔의 항공 작전을 중단시킬 정도는 아니었지만, 여러 차례 상황이 매우 심각해졌고, 일본으로부터의 신속한 물자 조달로만 해결되었다. 전쟁 기간 내내 여러 차례 군사 소비 수요로 인해 일본 주유소에 일반인에게 판매할 연료가 전혀 없는 상황이 발생했다.

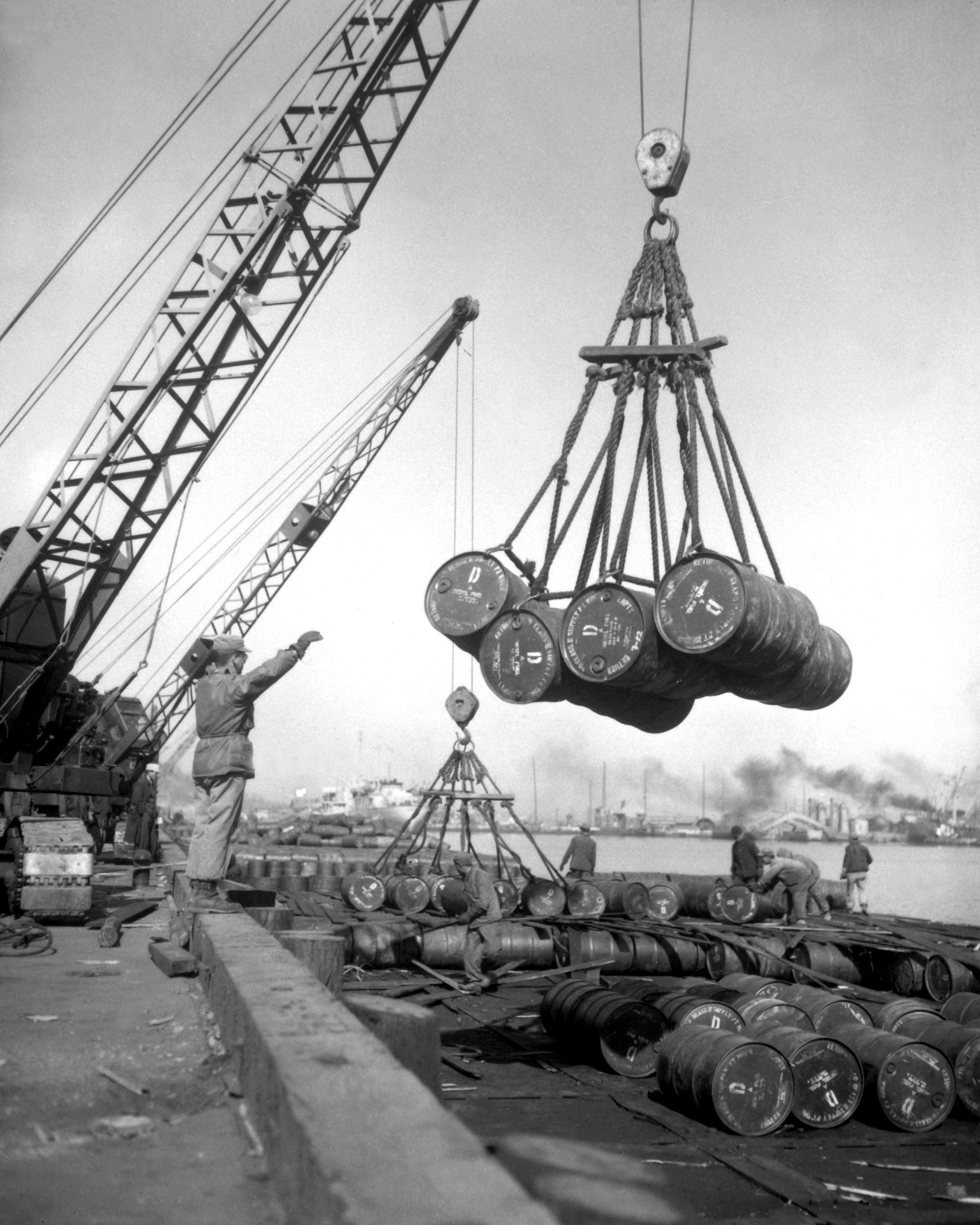
부산에서 하역되는 연료. 휘발유 부족은 부산의 유엔군에게 심각한 병참 문제로 남아 있었다.

미국에서 긴급히 필요한 물품의 공수 작전은 7월 말 지상 수송이 요구 사항을 충족하기 시작하면서 줄어들었다. 새로운 3.5인치 로켓과 같은 일부 품목은 여전히 주로 공수 방식으로 운반되었으며, 8월 동안 한국으로 매일 900개가 공수될 예정이었다. 해군 전투기용으로 해군 이뇨컨 병기 시험장에서 개발된 새로운 5인치 "성형작약탄" 로켓은 처음에는 전적으로 항공편으로 한국으로 운반되었다. 7월 29일, 공군 특수 항공기가 이뇨컨에서 첫 200개의 탄두를 수거하여 극동으로 운반했다.
전쟁 초기 몇 주 후, 일본에서 한국으로의 대규모 항공 수송의 필요성을 줄이기 위한 조치가 취해졌다. 7월 15일까지 제8군에는 하카타구-모지 지역에서 부산까지 매일 페리 서비스가 제공되었고, 도쿄-요코하마 지역에서 빠른 급행열차도 운행되었다. 이에 따라 레드볼 익스프레스와 유사한 시스템이 조직되었다. 이 시스템은 한국에서 긴급히 필요한 품목과 물자를 하루 300 tonne (300 롱톤; 330 쇼트톤)의 용량으로 운반할 수 있었다. 레드볼 익스프레스는 요코하마에서 사세보까지 30여 시간, 부산까지 총 53시간 만에 주행했다. 고순위 화물을 실은 첫 레드볼 익스프레스 열차는 7월 23일 13시 30분에 요코하마를 출발했다. 정기적인 매일 운행은 이틀 후부터 시작되었다. 일정에 따르면 레드볼 익스프레스는 매일 밤 23시 30분에 요코하마를 출발하여 다음 날 아침 05시 42분에 사세보에 도착해야 했다. 그곳에서 화물은 열차에서 선박으로 직접 환적될 예정이었다. 선박 출발은 매일 13시 30분으로 예정되었고, 다음 날 아침 04시에 부산에 도착할 예정이었다.
요코하마에서 사세보를 거쳐 부산으로 가는 매일 철도 및 해상 레드볼 익스프레스는 7월 23일에 시작되었다. 8월에는 효율성이 향상되어 일본에서 구할 수 있는 모든 물자를 한국으로 신속하게 배송할 수 있음을 입증했다. 예를 들어, 8월 5일에는 308톤을, 8월 9일에는 403톤을, 8월 22일에는 574톤을, 그리고 8월 25일에는 949톤을 배송했다. 레드볼 익스프레스의 성공으로 항공 운송량은 감소했다. 이는 7월 31일 85톤에서 8월 6일 49톤으로 줄어들었다. 익스프레스는 일본에서 한국으로의 거의 모든 항공 운송의 필요성을 없앴다. 한국으로의 물자 배송 평균 시간은 60~70시간이었고, 항공 운송은 12시간에서 5일까지 다양했다. 레드볼 익스프레스 배송은 비용 효율적일 뿐만 아니라 더 일관되고 신뢰할 수 있었다.
한국으로의 항공 운송 감소로 인해 극동 공군 사령관 얼 E. 패트리지 소장은 8월 10일 육군이 항공 운송의 하루 200톤 용량을 충분히 활용하지 못하고 있다고 불평했다. 그날, 제8군은 레드볼 익스프레스의 운송을 축소하고 항공 운송을 최대 용량으로 늘리라고 명령했다. 이 조치의 이유는 부산항이 해상 운송되는 물류를 제때 처리할 수 없을 것이라는 갑작스러운 우려 때문이었다. 다음 날, 패트리지의 제안에 따라 2.5톤 트럭 두 대가 일본 타치카와 비행장에서 대구로 C-119로 공수되었다. 공군은 이 방식으로 매일 두 대의 트럭을 공수할 계획이었다. 그 결과, 8월 12일 제8군은 8월 15일부터 레드볼 익스프레스를 중단하고, 매주 화요일과 금요일에만 비행기가 처리하기 어려운 화물을 운송하도록 명령했다. 이 협정 하에 항공 운송량은 크게 증가했다. 8월 16일, 수송기는 324톤의 화물과 595명의 승객을 수송했고; 8월 19일, 160톤의 화물과 381명의 승객을; 8월 28일, 398톤의 화물과 343명의 승객을; 그리고 8월 29일, 326톤의 화물과 347명의 승객을 수송했다.

### 해상 보급

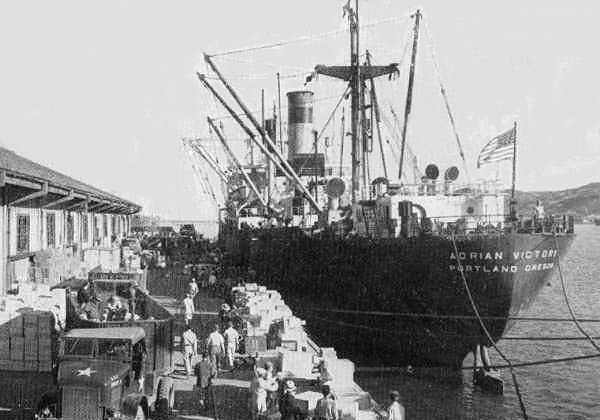
1950년 부산항에서 미군 선박들이 화물을 하역하고 있다.

대부분의 해상 보급은 미 육군 및 미 해군 소속 화물선에 의해 수행되었다. 선박에 대한 엄청난 수요로 인해 유엔사령부는 군용 선박을 보강하기 위해 민간 선박을 전세 내고 예비 함대에서 선박을 가져올 수밖에 없었다. 유엔은 한반도 남동쪽 끝에 위치한 부산이 한국에서 가장 개발된 항구라는 점에서 해상 운송 작전에 큰 이점을 가졌다. 부산은 남한에서 상당한 양의 화물을 처리할 수 있을 만큼 충분히 큰 부두 시설을 갖춘 유일한 항구였다. 4개의 부두와 그 사이의 부두는 24척 이상의 대형 선박을 정박시킬 수 있었으며, 해변은 14척의 전차상륙함 (LST) 선박을 하역할 공간을 제공하여 항구에 하루 45,000 tonne (44,000 롱톤; 50,000 쇼트톤)의 잠재적 용량을 부여했다. 그러나 숙련된 노동자, 대형 크레인, 철도 차량 및 트럭 부족으로 인해 일일 화물 하역량은 거의 14,000 tonne (14,000 롱톤; 15,000 쇼트톤)를 초과하지 않았다.

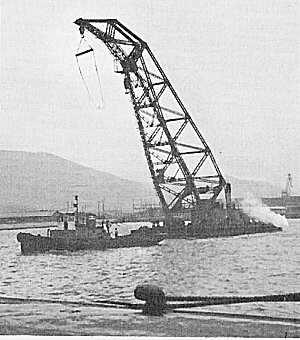
1950년, 보급품 하역을 위한 60톤 크레인이 부산으로 예인되고 있다.

주요 일본 항구에서 부산까지의 해리 수는 선박이 어느 일본 항구에서 출항했는지에 따라 달랐다. 후쿠오카시에서 110 해리 (200 km; 130 mi), 모지에서 123 해리 (228 km; 142 mi), 사세보에서 130 해리 (240 km; 150 mi), 고베에서 361 해리 (669 km; 415 mi), 그리고 분고 수도를 통해 요코하마에서 900 해리 (1,700 km; 1,000 mi)였다. 미국 서해안에서 부산까지 인력 이동을 위한 해상 이동은 약 16일이 소요되었으며, 더 느린 운송 일정으로 중장비와 보급품 이동은 더 오래 걸렸다.
1950년 7월 한 달 동안 총 309,314 tonne (304,429 롱톤; 340,960 쇼트톤)의 보급품과 장비가 부산에서 하역되었으며, 이는 하루 약 10,666 tonne (10,498 롱톤; 11,757 쇼트톤)의 속도였다. 첫 중량물 운반 크레인은 7월 23일에 도착했다. 60 tonne (59 롱톤; 66 쇼트톤) 크레인과 2대의 크롤러 크레인은 요코하마에서 900 마일 (1,400 km) 예인되어 왔다. 8월 첫째 주에야 100 tonne (98 롱톤; 110 쇼트톤) 크레인이 부산에 도착했다. 7월 후반에는 230척의 선박이 부산항에 도착했고 214척이 출항했다. 이 기간 동안 42,581명의 병력, 9,454대의 차량, 그리고 88,888 롱톤 (90,314 t)의 보급품이 상륙했다. 하위 항구인 울산과 수영에서는 바지선, 유조선, LCM에서 해변을 통해 탄약과 석유 제품을 하역했다.

### 전선으로의 이동

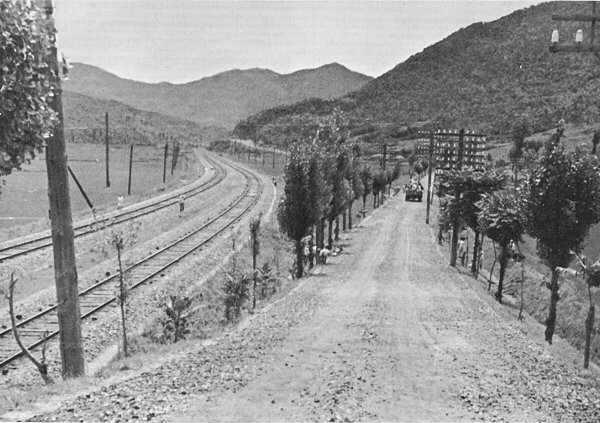
서울-부산 간 주 철도와 도로는 전선으로의 보급품 운송에 필수적이었다.

부산에서 잘 자갈이 깔린 철도 시스템은 일본인이 건설했으며, 북쪽으로 쭉 뻗어 있었다. 하위 철도 노선은 서쪽으로 남해안을 따라 마산과 진주를 지나 동북쪽으로 동해안 근처 포항까지 이어졌다. 그곳에서 동부 노선은 내륙으로 이어져 동중부 태백산맥 지역을 통과했다. 철도는 한국 내 유엔 수송 시스템의 중추였다.
20,000 마일 (32,000 km)에 달하는 한국의 차량 도로는 미국이나 유럽 기준으로 볼 때 모두 부차적인 성격이었다. 가장 좋은 도로조차도 좁고 배수가 잘 안 되며, 수작업으로 어렵게 부순 자갈이나 돌로만 포장되어 있었고, 차량 통행으로 흙 노반에 박혀 있었다. 제8군 공병대가 한국에서 상당한 길이에 대해 부여한 최고 등급의 도로는 완만한 경사와 곡선, 1.5~2차선 너비의 자갈 또는 쇄석 도로였다. 공병 사양에 따르면 한국에는 22 피트 (6.7 m) 너비의 2차선 도로는 없었다. 가장 좋은 도로의 평균 너비는 18 피트 (5.5 m)였으며, 좁은 다리와 우회도로에서 너비가 11–13 피트 (3.4–4.0 m)로 좁아지는 수많은 병목 현상이 있었다. 종종 이러한 도로에서도 15%에 달하는 급경사와 급커브가 있는 짧은 구간이 있었다. 한국의 도로 교통은 주로 달구지에 의해 이루어졌다. 도로망은 철도망과 마찬가지로 주로 남북 방향이었고, 동서 방향으로 연결되는 몇몇 측면 도로가 있었다.

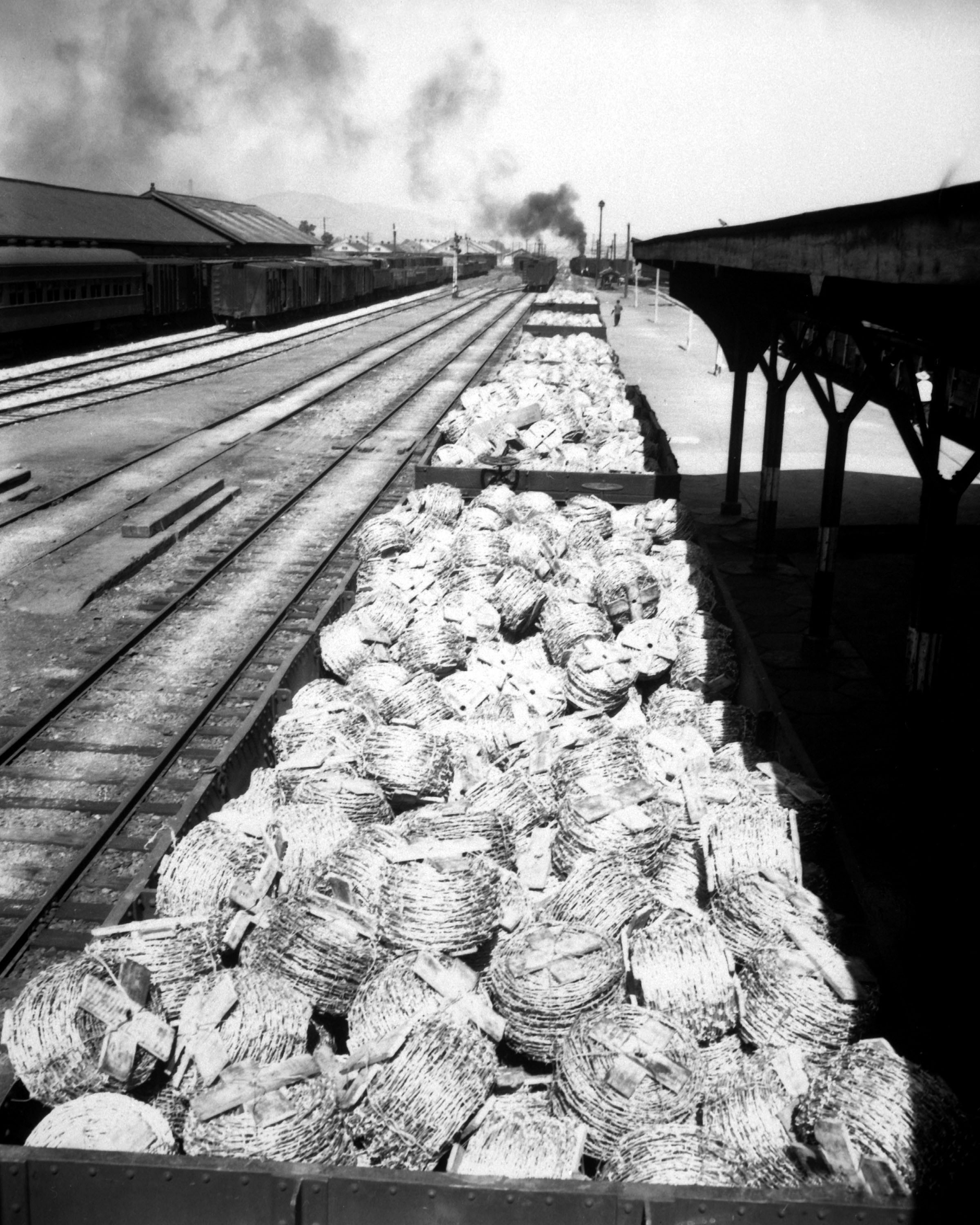
1950년, 유자철선이 서울-부산 철도를 따라 전선으로 운반되고 있다.

미 육군 군수 부대는 7월 내내 부산에서 전선 철도 종착역으로의 열차 운행을 조직하기 위해 계속 노력했다. 7월 18일까지 그들은 두 경로, 즉 주 부산-대구-김천 선과 김천에서 함창으로 가는 지선; 그리고 동해안을 따라 포항까지 이어지는 부산-경주-안동 단일 선로와 경주에서 포항으로 가는 지선에 대한 정기적인 일일 보급 열차 일정을 수립했다. 전투 전선이 빠르게 남쪽으로 이동함에 따라 7월 말 이후 열차는 대구와 포항 이남으로는 운행하지 않았다. 북한의 위협이 마산 지역에서 발생한 후, 보급 열차는 부산에서 그 도시로 매일 운행되었다. 7월 1일 유엔사령부는 남한에서 1,404 마일 (2,260 km)의 철도 선로를 통제했다. 8월에는 이 선로 길이가 431 마일 (694 km)로 줄어들었다.
7월, 350대의 혼합 열차가 부산에서 전선으로 이동했다. 여기에는 69,390 쇼트톤 (62,950 t)의 보급품을 실은 2,313대의 화물차가 포함되었다. 또한 부산에서 전선으로 71대의 인력 수송 열차가 군부대와 교체 병력을 실어 날랐다. 전방 지역에서 부산으로 돌아오는 열차 중에는 2,581명의 환자를 수송하는 38대의 병원 열차와 부대 지휘관들이 병사들에게서 전투에 필요한 최소한의 물품만 남기고 빼앗은 개인 물품을 주로 실은 158대의 화물차가 있었다. 한국 철도는 일본이 건설했기 때문에 수리 및 교체 품목은 일본 국철에서 빌려 필요성이 알려진 후 매우 짧은 시간 내에 한국으로 공수될 수 있었다. 한국에서 사용하기 위해 일본에서 가장 크고 중요한 철도 구매 중 하나는 표준궤 기관차 25대였다. 8월 1일까지 국군 경찰은 모든 철교와 터널을 보호할 책임이 있었다. 구조물의 중요성에 따라 그 수가 다른 무장 경비병이 각 구조물에 배치되었다.
가끔 게릴라들은 부산 방어선 후방 지역에서 열차를 공격했는데, 주로 동부의 영천-경주 지역이나 낙동강 하류 삼랑진 지역에서 발생했다. 이러한 공격은 일반적으로 소수의 유엔군 사상자와 철도 장비에 경미한 피해를 입혔다. 부산 방어선 후방에서 가장 성공적인 게릴라 공격은 8월 11일 대구 남쪽 8 마일 (13 km) 지점의 915고지에 있는 초고주파 라디오 중계소를 대상으로 발생했다. 100명으로 추정되는 게릴라 부대는 05:15에 공격하여 국군 경찰을 격퇴하고 건물에 불을 질렀다. 미군 사상자는 전사 2명, 부상 2명, 실종 3명이었다. 그날 늦게 국군 경찰 부대가 해당 지역을 재점령했을 때 게릴라들은 철수했다.
8월에 유엔은 또한 한국 민간인들을 지게를 이용한 화물 운반자로 활용하여 산을 통해 전선으로 물자를 운반하기 시작했다. 이러한 운송 방식은 짐 나르는 동물보다 더 저렴하고 효율적인 것으로 입증되었다. 미군은 국군과의 협정을 통해 민간 운반자들을 확보했다. 곧 미군 사단들은 거의 모든 비숙련 작업에 한국인 노동자를 사용했으며, 사단당 평균 약 500명의 노동자와 운반자를 고용했다.

## 북한 군수
북한의 군수 책임은 최용건 원수가 이끄는 국방성(MND)과 최홍급 장군이 지휘하는 인민군 후방근무국으로 나뉘었다. 국방성은 주로 철도 수송과 보급 조달을 담당했고, 후방근무국은 도로 수송을 담당했다. 북한은 유엔 시스템보다 훨씬 더 간소하고 상당히 작은 군수 시스템에 의존했다. 따라서 이 군수 네트워크는 훨씬 적은 보급품만 이동시킬 수 있었고, 이는 전선 부대에 상당한 어려움을 야기했다. 효율적인 소련 모델을 기반으로 한 이 지상 기반 네트워크는 대부분 철도를 이용하여 보급품을 전선으로 운송했으며, 병력은 해당 물품을 도보, 트럭 또는 수레로 개별 부대로 운반했다. 이 두 번째 노력은 더 다용적이었지만, 덜 효율적이고 이동하는 전선 부대를 따라가기에는 종종 너무 느렸기 때문에 상당한 단점이기도 했다.

### 도전

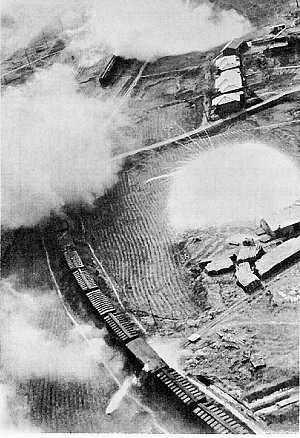
1950년, 미군 항공기가 로켓과 네이팜탄으로 북한 열차를 공격하고 있다.

7월 중순, 미국 태평양 공군 (FEAF) 폭격기 사령부는 전선 후방의 북한 전략 군수 목표물에 대한 꾸준하고 증가하는 공격을 시작했다. 이 목표물 중 첫 번째는 동해안의 원산이었다. 원산은 블라디보스토크와 시베리아를 북한과 철도 및 해상으로 연결하는 통신 중심지로서 중요했다. 그곳에서 철도 노선은 모든 북한 증강 중심지로 이어졌다. 전쟁 초기에 소련 보급품의 대부분이 원산으로 들어왔고, 처음부터 주요 군사 목표물로 간주되었다. 전쟁의 첫 중대 전략 폭격에서 FEAF는 7월 13일 400 tonne (390 롱톤; 440 쇼트톤)의 폭파탄으로 항구 도시를 강타했다. 사흘 후, B-29 폭격기 30대가 북한 보급품의 또 다른 주요 집결지인 서울의 철도 조차장을 공격했다.
유엔 폭격기들은 즉시 서울의 한강을 가로지르는 부교를 표적으로 삼았는데, 이는 부산 전선으로 가는 주요 보급선이었고, 수리된 철교를 파괴하기 위함이었다. 7월에 B-29들이 철교를 파괴하려는 여러 시도는 실패했지만, 7월 29일 12대의 폭격기가 부교를 성공적으로 공격하여 파괴되었다고 보고했다. 다음 날, B-29 47대가 북동부 해안의 흥남에 있는 조선질소비료공장을 폭격했다. 그동안 황해에서 작전 중이던 USS 밸리포지 (CV-45)의 함재기들은 7월 22일 해주에서 6대의 기관차를 파괴하고, 33량 열차 중 18량의 차량을 폭파했으며, 도로 및 철도 겸용 다리를 손상시켰다.
7월 27일까지 극동 공군 사령부는 포괄적인 철도 봉쇄 계획을 수립했다. 이 계획은 북한에서 전투 지역으로의 북한군 및 물자 흐름을 차단하는 것을 목표로 했다. 평양 철교 및 조차장과 함흥 교량 및 함흥, 원산 조차장의 두 지점을 차단하면 북한의 철도 병참 네트워크를 거의 완전히 끊을 수 있었다. 서울 근처 한강을 가로지르는 철교 파괴는 부산 방어선 지역으로의 철도 통신을 끊을 것이었다. 7월 28일 극동 공군 사령부는 봉쇄 작전 프로그램의 목표물 목록을 폭격기 사령부에 전달했고, 이틀 후 유사한 도로 봉쇄 계획이 준비되었다. 8월 3일, 극동 공군은 38도선 남쪽의 제5공군과 해군에 협동 봉쇄 공격 목표물 목록을 발행했다. 일반적으로 한강은 제5공군과 극동 공군 폭격기 사령부 구역을 나누었다.

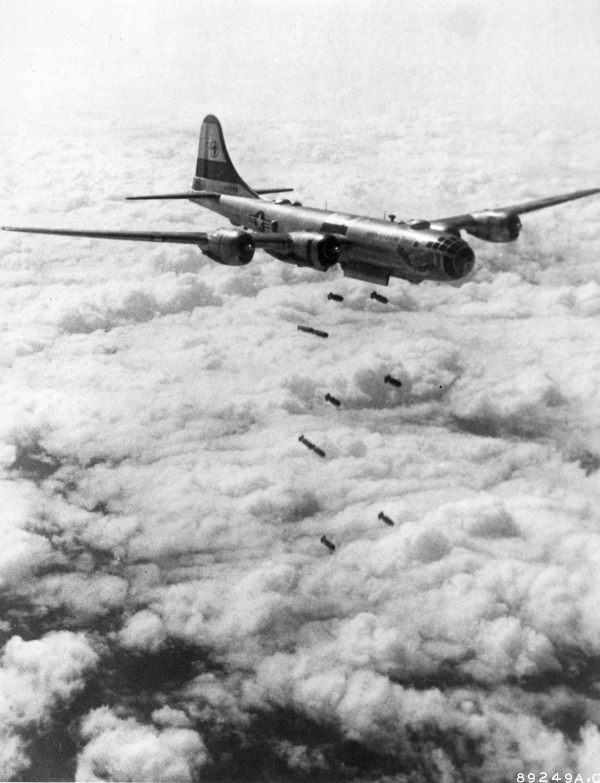
한국 전쟁 중 B-29 슈퍼포트리스의 폭격 출격. B-29는 북한 보급선에 대한 대부분의 공중 차단 공습을 수행했다.

8월 4일, 극동 공군은 한국 37도선 북쪽의 모든 주요 다리에 대한 B-29 봉쇄 공격을 시작했으며, 8월 15일에는 일부 경폭격기와 전투폭격기도 봉쇄 작전에 합류했다. 이 작전은 한국을 가로지르는 세 가지 주요 수송 경로에 있는 32개의 철도 및 도로 다리를 파괴하는 것을 목표로 했다. 이 세 가지 경로는 신안주 남쪽 평양을 거쳐 동해안의 원산으로 가는 노선, 문산에서 서울을 거쳐 춘천을 거쳐 동해안의 주문진읍으로 가는 38선 바로 아래 노선, 그리고 서울에서 남쪽으로 조치원을 거쳐 동쪽으로 원주를 거쳐 동해안의 삼척으로 가는 노선이었다. 이 봉쇄 프로그램은 서울, 평양, 원산의 9개 철도 야드를 공격 대상으로 지정했으며, 인천과 원산 항구에는 기뢰를 설치할 예정이었다. 이 봉쇄 프로그램이 효과적으로 실행되면 북한 보급품이 전선으로 남하하는 주요 경로를 늦추고 심각하게 방해할 수 있을 것이었다.
미 공군 B-29는 8월 7일 평양 육군 병기창과 평양 철도 야드를 폭격하여 대부분 파괴했다. 그들은 8월 7, 9, 10일에 원산의 대규모 조선 석유 정제소를 폭격하여 완전히 파괴했다. 연간 250,000 tonne (250,000 롱톤; 280,000 쇼트톤)으로 추정되는 이 공장은 북한 석유 제품의 약 93%를 생산했다. 한 달 내내 미 공군은 흥남 지역의 화학 단지를 폭격했는데, 이는 아시아에서 가장 큰 규모였으며, 7월 30일부터 9월 19일 사이에 1,761 tonne (1,733 롱톤; 1,941 쇼트톤)의 폭탄을 투하했다. 시베리아 국경에서 불과 17 마일 (27 km), 블라디보스토크에서 10 마일 (16 km) 떨어진 나진 항구를 폭격했다. 나진은 블라디보스토크에서 보급품을 싣고 오는 선박의 중요한 입항 항구였으며 철도 중심지이기도 했다. 폭격기들은 8월 28일 성진의 금속 가공 산업에 326 tonne (321 롱톤; 359 쇼트톤)의 폭탄을 투하했고, 사흘 후에는 진남포의 알루미늄과 마그네슘 공장에 284 tonne (280 롱톤; 313 쇼트톤)의 폭탄을 투하하여 심각한 피해를 입혔다.

### 육상 보급

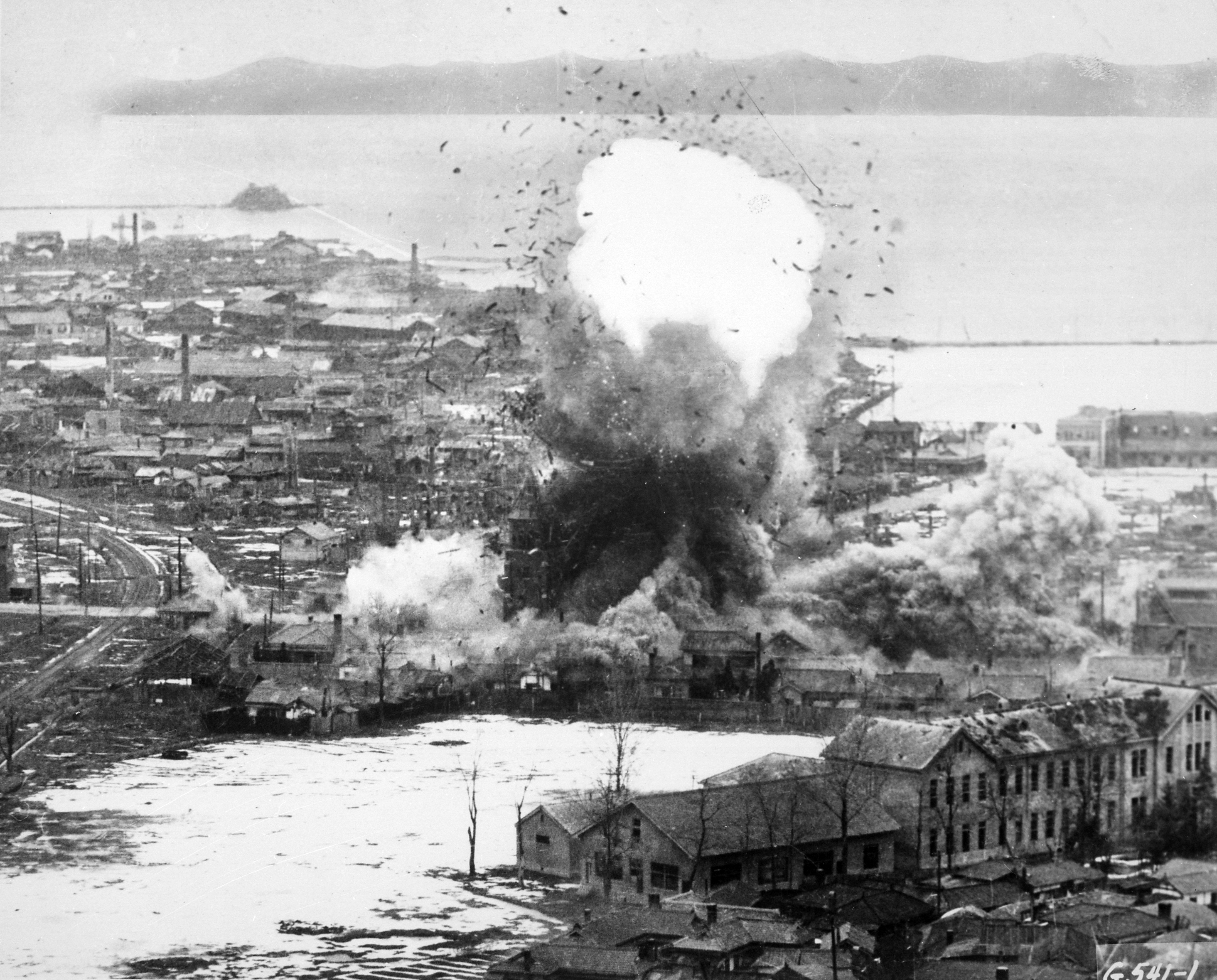
1951년 원산 공습. 유엔군의 공습에도 불구하고 북한의 소수 병력 및 군수물자 이동을 위한 항구 중 하나로 남아 있었다.

북한은 대규모 활주로와 항공기가 부족하여 최소한의 공중 보급만 실시했으며, 대부분 중국에서 수입한 긴급 물품이었다. 그러나 이 외에는 항공기가 북한 군수에서 거의 역할을 하지 못했다. 북한은 또한 해상 운송을 효과적으로 활용할 수 없었다. 원산과 흥남의 항구는 일부 병력과 보급품 운송에 사용될 수 있었지만, 대규모 군수 이동을 지원하기에는 너무 미개발 상태였고, 남쪽의 인천항은 많은 선박으로 항해하기 어려웠다. 한국 내륙에는 또한 항해 가능한 수로가 부족했는데, 얕은 개울과 강은 대형 선박의 이동을 제공하지 못했다. 이 강들은 전투에 지역적으로만 중요할 뿐이었다. 북한은 전쟁 발발 시 여러 차례 해상으로 부대를 재보급하거나 상륙 작전을 시도했지만 매번 결정적으로 패배했다. 부산 전투 및 주문진항 해전과 같은 교전에서 유엔 해상 봉쇄는 거의 모든 북한 해상 활동을 효과적으로 저지했다.
이는 한국의 철도와 고속도로가 북한의 재보급에 핵심적인 역할을 했다는 것을 의미했다. 북한은 당시 전쟁에 직접 참여하지 않았던 중국과 소련 양국으로부터 보급품을 받았다. 이들은 만주에서 5개, 시베리아에서 1개의 철도 노선을 통해 북한으로 보급품을 보냈다. 특히 중국은 광범위한 철도망과 수천 대의 기관차를 보유하고 있었다. 철도는 하루 최대 17,500 tonne (17,200 롱톤; 19,300 쇼트톤)의 보급품을 북한으로 보낼 수 있는 능력을 가지고 있었다. 전쟁의 이 단계에서 실제로 북한으로 보내진 보급품의 정확한 양은 불분명하지만, 역사가들은 전쟁과 중국의 개입이 최고조에 달했을 때도 보급품이 하루 13,000 tonne (13,000 롱톤; 14,000 쇼트톤)를 넘지 않았다고 추정한다. 그러나 철도는 주로 남북 노선으로 향해 있어 동서 방향으로의 재보급이 어려웠다.
북한 군수는 서울에 기반을 둔 철도 시스템에 훨씬 더 실질적인 시설을 보유하고 있었다. 그러나 그들은 일본에서 교체 및 수리 부품을 구매할 수 있는 이점도 없었으며, 결과적으로 그들의 철도는 유엔이 보유한 철도보다 훨씬 더 열악한 상태였다. 그들은 한반도의 3,000 마일 (4,800 km) 철도 중 대부분을 통제했다. 그들은 또한 한반도의 기관차 1,500대와 철도 차량 9,000대 중 대부분을 통제했지만, 이 중 대부분은 전투 중에 사용할 수 없었다.
서울은 한국 고속도로망의 중심지이기도 했다. 또한 소련 및 중국과 연결되는 몇몇 중요한 지점이 있었지만, 군사 교통을 위해 설계되지 않았고 기상 조건으로 인해 도로 이동이 어려웠다. 전반적으로 한국으로의 도로는 철도 수송량의 48%만 제공했다.

### 전선으로의 이동
한국 상공에서 제5공군의 우위는 전쟁 첫 달에 북한군이 전투 지역으로의 물자 이동을 야간에 의존하게 만들었다. 그들은 주로 철도를 이용하여 전선으로 물자를 이동시켰지만, 트럭 부족은 열차에서 개별 부대로 물자를 운송하는 데 가장 심각한 문제를 야기하여 수레와 짐 나르는 동물에 의존해야 했다.

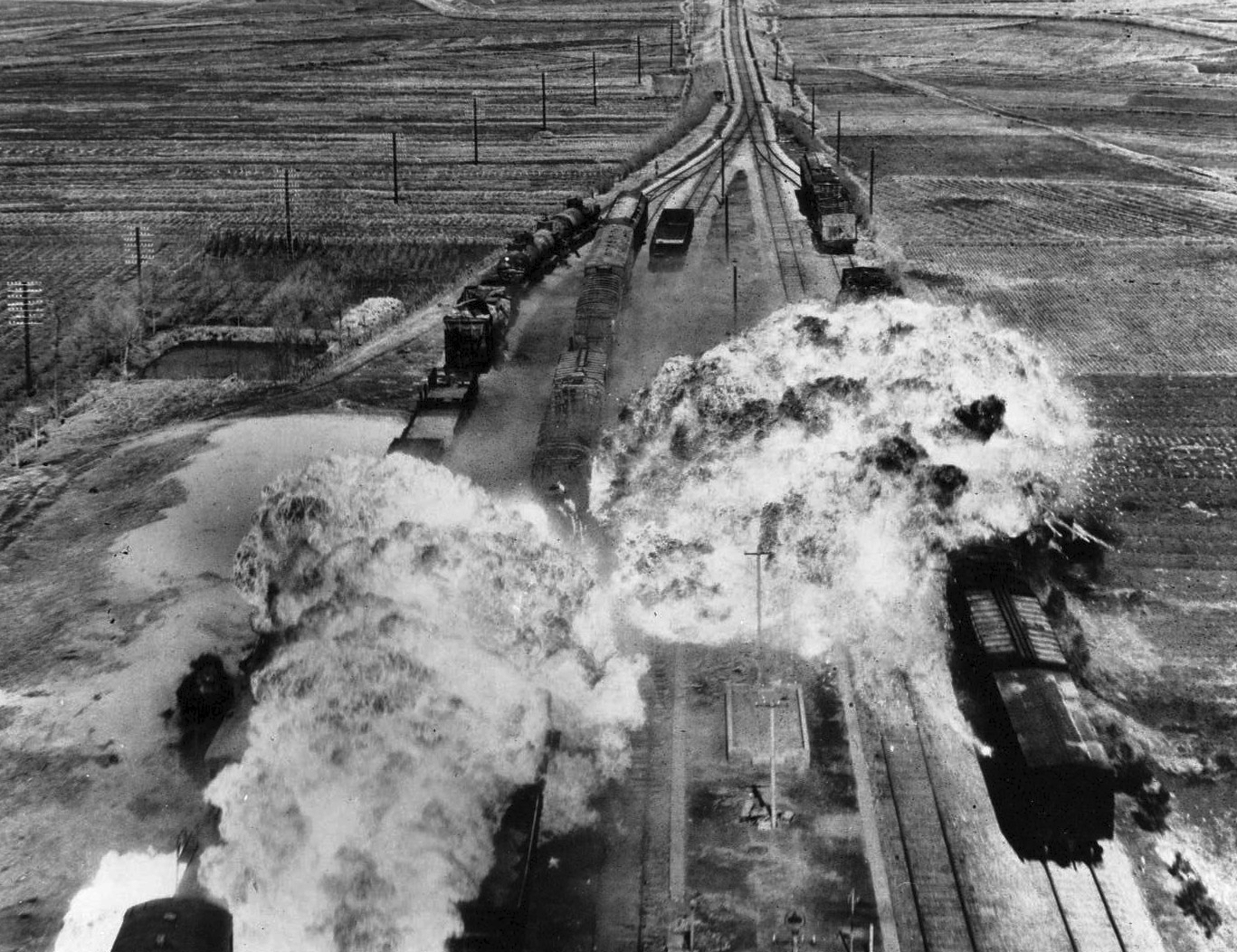
1950년, 원산 동해안 남쪽에서 미군 비행기가 철도를 공격하고 있다.

서울을 점령한 이후, 북한군은 주요 철도 및 고속도로 교량의 북쪽과 남쪽에 각각 하나씩 두 개의 부교를 건설했다. 그들은 또한 오래된 세 개의 교량 그룹의 북쪽에 새로운 철교를 건설하기 시작했다. 서쪽의 강철 외팔보 철교는 미국 극동 공군의 파괴 시도에도 불구하고 여전히 서 있었다. 거의 4주 동안 공군은 교량의 상부 구조와 교각 모두에 손상을 입히기 위한 퓨즈 설정을 가진 폭탄을 사용하여 매일 이 교량을 폭격했다. 8월 19일, 미국 제19폭격단 소속 B-29 9대가 교량에 54 tonne (53 롱톤; 60 쇼트톤)의 폭탄을 투하했지만, 교량은 여전히 서 있었다. 같은 날, 해군 항공모함 기반 항공기가 교량을 공격하여 8발의 직격탄을 명중시켜 교량을 무너뜨렸다.
서울 한강 부교에 대한 공격은 8월 27일 극동 공군이 폭격기 사령부에 야간에 폭발하도록 설정된 시한폭탄을 교량 옆에 투하하도록 명령하기 전까지는 성공적이지 못했던 것으로 보인다. 이 공격 방식은 북한 노동력에게 너무나 큰 사상자를 발생시켜 그들이 마침내 부교를 수리하려는 노력을 포기하게 만들었다. 이 교량들은 그 해 말 유엔군이 서울을 탈환했을 때도 미완성 상태로 남아 있었다.
조선인민군은 강력하고 끊임없는 공중 공격에도 불구하고 장거리 통신선을 통해 전선으로의 수송을 유지할 수 있었다. 유엔군의 공중 작전은 군용 철도 수송을 중단시키는 데 실패했다. 탄약과 자동차 연료는 다른 모든 종류의 보급품보다 우선권을 가졌으며, 이전보다 적은 양이지만 계속해서 전선에 도착했다. 9월 초에는 전선에 전차, 포병, 박격포와 같은 중화기가 상당량 재보급되었지만, 8월 중순부터 포병의 꾸준한 감소가 추적될 수 있다. 소화기 탄약은 충분했지만, 소화기 자체의 부족은 8월 중순부터 분명해졌고 매주 악화되었다. 후방 지역은 8월 중순 전선에서 요청한 소화기의 약 3분의 1만 채울 수 있었고, 9월 중순경에는 재보급이 완전히 중단되었다. 새 트럭은 거의 구할 수 없었다. 의류 재보급은 없었다. 기껏해야 하루 한두 끼 식량만 있었다. 대부분의 부대는 최소한 부분적으로 남한 주민들에게 의존하여 밤에 식량과 보급품을 약탈했다. 9월 1일까지 전선에 있던 북한군 내 식량 상황은 너무 나빠 대부분의 병사들이 체력 저하를 보여 전투 효율성 저하로 이어졌다. 동시에, 심각하게 부상당한 북한 병사들은 의료 서비스를 위해 후방으로 이송되지 않는 경우가 많았고, 많은 이들이 전선에 고립된 채 사망했다.
북한군의 비효율적인 군수는 북한군에게 치명적인 약점으로 남아 있었고, 전투 병력의 초기 성공 후에도 결정적인 패배를 안겨주었다. 북한군의 통신 및 보급은 돌파구를 활용하고, 결정적인 지점에서 병력에 집중될 수 있는 대규모 공중, 기갑, 포격에 직면하여 지속적인 공격을 지원할 수 없었다.
몇몇 부대들은 공세 도중, 특히 안정된 교량이 거의 남아 있지 않은 낙동강을 건널 때 결정적으로 필요한 보급선을 잃었다. 조선인민군 제3사단은 8월 중순 대구로 진격하면서 식량과 탄약 보급을 받지 못하여 한 연대가 점령했던 삼각봉에서 철수할 수밖에 없었다. 낙동강 돌출부에서 조선인민군 제4사단은 강을 건너 물자를 이동시키기 위한 뗏목 시스템을 구축할 수 있었지만, 8월 5일 강을 건넌 후에도 심각한 식량, 탄약, 무기 및 장비 부족을 겪었다. 또한 결국 보급 문제로 인해 후퇴할 수밖에 없었다. 동부 지역 부대들의 상황은 가장 심각했는데, 험준하고 산악 지형은 이미 병참에 어려움을 초래하고 있었다. 조선인민군 제5사단과 조선인민군 제12사단이 포항을 공격하는 동안 8월 12일부터 8월 20일 사이에 모든 식량과 탄약 보급이 중단되었는데, 이는 그들의 패배에 결정적인 요인이었다. 어떤 경우에는 절망적인 북한군 부대들이 남한 주민들에게 자신들의 보급품을 운반하도록 강요하기도 했다. 북한군 부대들은 너무 멀리 너무 빨리 진격했고, 한계 이상으로 늘어난 그들의 병참 시스템은 전쟁의 핵심 지점에서 붕괴되었다. 많은 부대들은 보급품 부족에도 불구하고 사기는 높게 유지되었다. 북한군 부대들은 대신 시골에서 찾을 수 있는 것을 찾거나 유엔 보급품을 약탈하는 데 의존했다. 소규모 게릴라 부대, 예를 들어 조선인민군 제766부대는 이를 효과적으로 수행할 수 있었다.

## 결론
역사학자들은 유엔과 북한 모두에게는 어느 쪽도 우위를 점할 수 없는 치열한 전투에서 군수가 전쟁 진행 방식에 가장 중요한 결정 요인 중 하나였다고 주장한다. 유엔과 북한군 간의 군수 능력 격차가 벌어지면서, 충분한 지원을 받는 유엔군은 부산 방어선에서 진지를 유지할 수 있었고, 북한군의 사기와 전투력은 재보급이 점점 더 불안정해지면서 약화되었다. 이러한 추세는 궁극적으로 유엔이 전투의 핵심 군수 중심지인 서울을 탈환하고, 전체 북한군의 군수 시스템이 붕괴하는 것으로 절정에 달했다.
낙동강 방어선 전투가 계속되면서 군수는 개별 교전 결과에 점점 더 중요한 영향을 미쳤다. 유엔군은 국군을 재무장시키고 예상하거나 계획하지 않았던 대규모 전쟁에서 대규모 병력을 지원해야 하는 도전에 직면했다. 그럼에도 불구하고 역사학자들은 미 육군 군수 계획관들이 유엔군을 위한 효율적인 군수 시스템을 조직한 방식에 대해 칭찬했다. 전쟁 발발 시 미국은 제2차 세계 대전 이후 남겨진 막대한 물자 우위를 가지고 있었고, 새로운 물자가 생산되어 전선으로 운송되는 중요한 초기 기간 동안 부대를 보급하기 위해 이를 활용했다. 공중 우위는 유엔에게 또 다른 결정적인 이점이었다. 여러 유엔 참전국들이 대규모 공군력을 제공하여 물자를 신속하게 수송할 수 있었다. 동시에 미 육군 계획관들은 부산항을 주요 보급 항구로 설정했다. 유엔은 또한 부산항 자체가 한국에서 가장 개발된 항구였고, 그 결과 많은 수의 선박이 보급품을 하역할 수 있는 용량을 가지고 있다는 큰 이점을 가졌다. 대규모 대륙간 해군과 일본의 강력한 경제 기반을 바탕으로 유엔군은 항구를 효과적으로 활용할 수 있었다. 이러한 이점들은 유엔군이 전투 전반에 걸쳐 대부분 안정적인 보급선을 확보하도록 보장했다.
북한군은 사전에 침공을 계획하고 미리 설정된 군수 네트워크를 조직하는 이점을 가졌지만, 이 군수 네트워크를 효율적으로 운영할 수 없었다. 그들의 가장 큰 약점은 유엔의 성공적인 대규모 차단 작전으로, 북한의 보급품과 보급선이 유엔의 폭격에 노출되었다. 이 작전은 북한의 보급품을 막는 데 성공적이지 못했고, 북한군은 대규모 폭격에 직면하여 보급 네트워크를 유지할 수 있었던 방식에 대해 역사학자들에게 칭찬을 받기도 했다. 그러나 북한군은 이로 인해 보급품이 감소했고, 철도에서 개별 부대로 보급품을 운송하는 비효율성으로 인해 철도의 이점이 상쇄되었다. 북한군은 초기에는 성공했지만, 효과적인 공중 방어로 유엔군에 맞설 수 없었고, 자체적으로 성공적인 차단 작전을 수행할 수도 없었다. 이는 그들의 보급 네트워크가 수행할 수 있는 전투 작전을 제한했음을 의미했다. 군수는 공세 중인 부대를 따라잡을 수 없었고, 북한군 부대들은 핵심 교전에서 거의 완전히 지원받지 못하여 효과적으로 싸울 수 있는 능력이 감소했다. 북한의 군수 비효율성은 그들이 부산 방어선에서 유엔 부대를 압도하는 것을 막았고, 방어하는 유엔군이 인천에서 반격을 개시할 수 있을 만큼 충분히 오래 버틸 수 있게 했다. 북한군 후방에 이루어진 이 상륙 작전은 북한 전선을 붕괴시키는 효과를 가져왔고 궁극적으로 9월 낙동강 방어선 전투를 끝냈다.

### 인용
1. ↑  Alexander 2003, 1쪽
2. ↑  Alexander 2003, 2쪽
3. ↑  Varhola 2000, 2쪽
4. ↑  Malkasian 2001, 23쪽
5. ↑  Malkasian 2001, 24쪽
6. 1 2  Varhola 2000, 3쪽
7. 1 2  Alexander 2003, 52쪽
8. ↑  Catchpole 2001, 15쪽
9. 1 2  Varhola 2000, 4쪽
10. ↑  Alexander 2003, 90쪽
11. ↑  Alexander 2003, 105쪽
12. ↑  Fehrenbach 2001, 103쪽
13. ↑  Appleman 1998, 222쪽
14. ↑  Catchpole 2001, 22쪽
15. ↑  Appleman 1998, 221쪽
16. ↑  Alexander 2003, 114쪽
17. ↑  Catchpole 2001, 24쪽
18. ↑  Catchpole 2001, 25쪽
19. ↑  Appleman 1998, 247쪽
20. 1 2  Gough 1987, 60쪽
21. 1 2 3 4 5 6 7  Appleman 1998, 114쪽
22. ↑  Gough 1987, 61쪽
23. ↑  Gough 1987, 62쪽
24. ↑  Gough 1987, 59쪽
25. 1 2 3  Gough 1987, 58쪽
26. ↑  Gough 1987, 67쪽
27. 1 2 3 4  Appleman 1998, 261쪽
28. 1 2 3 4 5 6  Appleman 1998, 115쪽
29. ↑  Appleman 1998, 370쪽
30. ↑  Alexander 2003, 58쪽
31. 1 2 3 4 5 6 7  Appleman 1998, 377쪽
32. 1 2  Gough 1987, 57쪽
33. ↑  Gough 1987, 68쪽
34. ↑  Gough 1987, 66쪽
35. 1 2 3 4 5 6  Appleman 1998, 116쪽
36. ↑  Appleman 1998, 90쪽
37. ↑  Appleman 1998, 50쪽
38. 1 2 3 4  Appleman 1998, 380쪽
39. 1 2  Appleman 1998, 119쪽
40. ↑  Appleman 1998, 298쪽
41. ↑  Berry & Greenwood 2005, 119쪽
42. ↑  Berry & Greenwood 2005, 120쪽
43. 1 2  Appleman 1998, 257쪽
44. 1 2 3 4  Appleman 1998, 260쪽
45. ↑  Gough 1987, 69쪽
46. ↑  Gough 1987, 70쪽
47. ↑  Gough 1987, 71쪽
48. ↑  Appleman 1998, 259쪽
49. ↑  Gough 1987, 76쪽
50. 1 2  Shrader 1995, 13쪽
51. 1 2  Shrader 1995, 18쪽
52. ↑  Appleman 1998, 384쪽
53. ↑  Appleman 1998, 388쪽
54. 1 2  Shrader 1995, 29–32쪽
55. 1 2 3 4 5  Shrader 1995, 5쪽
56. 1 2 3  Appleman 1998, 256쪽
57. 1 2  Shrader 1995, 3쪽
58. ↑  Shrader 1995, 4쪽
59. ↑  Shrader 1995, 20쪽
60. ↑  Shrader 1995, 10쪽
61. ↑  Millett 2010, 92쪽
62. ↑  Shrader 1995, 16쪽
63. ↑  Shrader 1995, 15쪽
64. ↑  Shrader 1995, 14쪽
65. 1 2 3 4  Appleman 1998, 393쪽
66. 1 2  Fehrenbach 2001, 136쪽
67. 1 2  Alexander 2003, 135쪽
68. 1 2  Millett 2010, 164쪽
69. ↑  Mahoney 2001, 17쪽
70. 1 2  Appleman 1998, 466쪽
71. ↑  Appleman 1998, 341쪽
72. ↑  Alexander 2003, 138쪽
73. 1 2 3 4  Appleman 1998, 333쪽
74. ↑  Millett 2000, 396쪽
75. 1 2  Shrader 1995, 167쪽